# Seydougou
Seydougou est une sous-préfecture du nord de la Côte d'Ivoire et appartenant au département de Gbéléban, dans la région de Kabadougou, district du Denguélé. La localité de Seydougou était en 2005 un chef-lieu de commune.

## Histoire
Le village de « sé-dougou » qui signifie littéralement « le village sous le karité » serait créé au XVIIIe siècle par un marabout nommé Mema Moussa FOFANA. Par déformation, la dénomination au fil des années « sé-dougou » est devenu Seydougou. La Sous-préfecture de Seydougou a été créée par le décret N°74-499 du 30 octobre 1974, portant remaniement territorial dans les Départements d’Odienné et de Ferkessédougou. Elle est fonctionnelle depuis le 11 mars 1975. À la création, la Sous-préfecture comptait quatorze villages. Aujourd’hui, il lui reste sept villages que sont : Seydougou (chef-lieu de sous-préfecture), Badiouala (1 km), Kohouena (1 km), Balala (7 km) ; Kabala (7 km), Gbessasso (12 km) et Sandjougouna (17 km).

## Géographie
La Sous-préfecture de Seydougou est située dans le District du Denguélé et relève de la Région du Kabadougou et du Département de Gbéléban. Elle est limitée au Nord et à l’Est par la sous-préfecture d’Odienné ; au Sud par la République de Guinée et à l’Ouest par la Sous-préfecture de Gbéléban. Elle s’étend sur une superficie de 700 km2 environ.
Le relief est essentiellement composé de plateaux. Plusieurs monticules et collines, pour la plupart granitiques, dominent le paysage de savane souvent boisée. Le climat est chaud et sec. Deux saisons dominent la Sous-préfecture au cours de l’année : Une grande saison sèche qui part de décembre à avril et une grande saison des pluies de mi-juin à octobre-novembre. La circonscription est fortement arrosée, les hauteurs des pluies pouvant atteindre 1600 mm/an.

### Population
Le Recensement Général de la Population et de l’Habitat de 2014 a estimé la population de Seydougou à environ 4 500 habitants (sous réserve de la validation) avec une densité moyenne est de 7 habitants/km2. La population se caractérise par un taux élevé de personnes âgées. Cette situation est due à la forte tendance à l’immigration des populations jeunes vers les zones urbaines du Sud et de l’Ouest du pays à la recherche d’un mieux-être social. La population est majoritairement constituée de Malinké. À celle-ci s’ajoutent des communautés venues de la Guinée et du Mali. Les populations de Seydougou entretiennent des liens étroits et très forts avec les populations de Guinée. Ces dernières sont le plus souvent associées aux grands événements de la vie de la communauté. La population, dans son ensemble, est de religion musulmane. Chaque village a sa mosquée et son imam. Néanmoins, de vieilles pratiques animistes subsistent encore dans certaines confréries et familles. La chefferie traditionnelle est réservée exclusivement à certaines familles dans chaque village. Le mode de succession est un système hybride combinant à la fois la gérontocratie et la génération en termes de lignée.

## Économie
L’économie de la Sous-préfecture est dominée par l’agriculture, l’élevage et le commerce.

### Agriculture
En général, les sols de la Sous-préfecture de Seydougou sont très fertiles pour toutes les cultures. Les pluviométries moyennes atteignent près de 1 600 mm/an. La principale culture de rente est l’anacarde. À cela s’ajoute la culture des céréales, notamment celle du riz, du maïs et du fonio. Les cultures de l’arachide et l’igname sont pratiquées dans le village de Gbessasso. Mais la production est essentiellement destinée à la commercialisation. Avec l’avènement de l’anacarde, les cultures vivrières et le coton dont la vente constituait les principales sources de revenues sont abandonnées.

### Élevage
La pratique de l’élevage est le fait d’éleveurs sédentaires et de transhumants en majorité originaires du Mali. L’élevage des bovins est le plus important. On note toutefois des troupeaux d’ovins. Ils sont souvent la propriété des Organisations Non Gouvernementales.

### Commerce
Située à la frontière de la République de Guinée (côté Balala), la Sous-préfecture est une zone de passage des commerçants en provenance de ce pays voisin. On note aussi l’existence de quelques boutiques où l’on peut trouver des denrées de consommation courante. Un marché hebdomadaire (tous les jeudis) rassemble des commerçants venus d’Odienné et des localités environnantes y compris des villages guinéens.

## Situation
La Sous-préfecture de Seydougou dispose de quelques atouts pour amorcer son développement :
- Un carrefour, elle est, pour plusieurs villages et pour les deux autres Sous- préfectures du Département (Gbéléban et Samango) ;
- Mairie ;
- Un réseau de communication cellulaire MTN et ORANGE Côte d’Ivoire en service permanent ;
- Un château d’eau d’une forte capacité qui alimente les villages de Seydougou, Kohouéna et Badiouala.
- Une connexion au réseau électrique pour Seydougou, Chef-lieu de Sous-préfecture, Kohouéna, Badioula, balala, gbessasso, Sandjougouna et Kabala ;
- Une Hydraulique Villageoise Améliorée pour Kabala ;
- Trois retenues d’eau aménagées par la Commune dans les villages de Seydougou, Kabala et Balala ;
- Un tronçon Seydougou-Odienné long de 50 km praticable en voie de bitumage ;
- Un marché avec des magasins de stockage construit par la Commune ;
- Un plan de lotissement pour tous les villages ;
- un centre de santé urbain ;
- un abattoir moderne ;
- un bureau de poste et télécommunications ;
- une connexion internet à haut débit (3g) ;
- une forêt classée à balala à la frontière côte d’ivoire-Guinée ;
- plusieurs sites touristiques non exploités ;
- une banque des paysans en cours d’ouverture ;
- une unité de décortiquage de la noix de cajoux ;